# 合江省
合江省（ごうこうしょう）は中華民国にかつて存在した省。中国東北の東九省の一部をなし、現在の黒竜江省北東部に当たる。

## 管轄区域
満洲国の東安省および三江省の大部分に設置された。現在の黒竜江省北東部の鉄力市以東、黒竜江南岸、穆棱県及び依蘭県以北の地域に相当する。
南は松江省、西は黒竜江省と接し、東と北はソビエト連邦と国境を接していた。

## 行政沿革
1945年（民国34年）、日本の敗戦と満洲国崩壊に伴い中華民国が省域での施政権を復活させると、9月4日に合江省長を任命、1946年（民国35年）6月5日に管轄区域を策定している。省域は限定的であったため行政督察区は設置されなかった。
しかし既に国共内戦の結果、省域の大部分は中国共産党の解放区とされており、中華民国による施政は限定的であり、わずかに南部合江地区の住民により代表選出が実施されている。

## 行政区画
- 市
  - 佳木斯市
- 県
  - 依蘭県
  - 鶴立県
  - 樺川県
  - 虎林県
  - 饒河県
  - 綏浜県
  - 双河県
  - 通河県
  - 湯原県
  - 同江県
  - 撫遠県
  - 富錦県
  - 鳳山県
  - 宝清県
  - 勃利県
  - 密山県
  - 蘿北県
  - 林口県